# Fenylpropanolamin

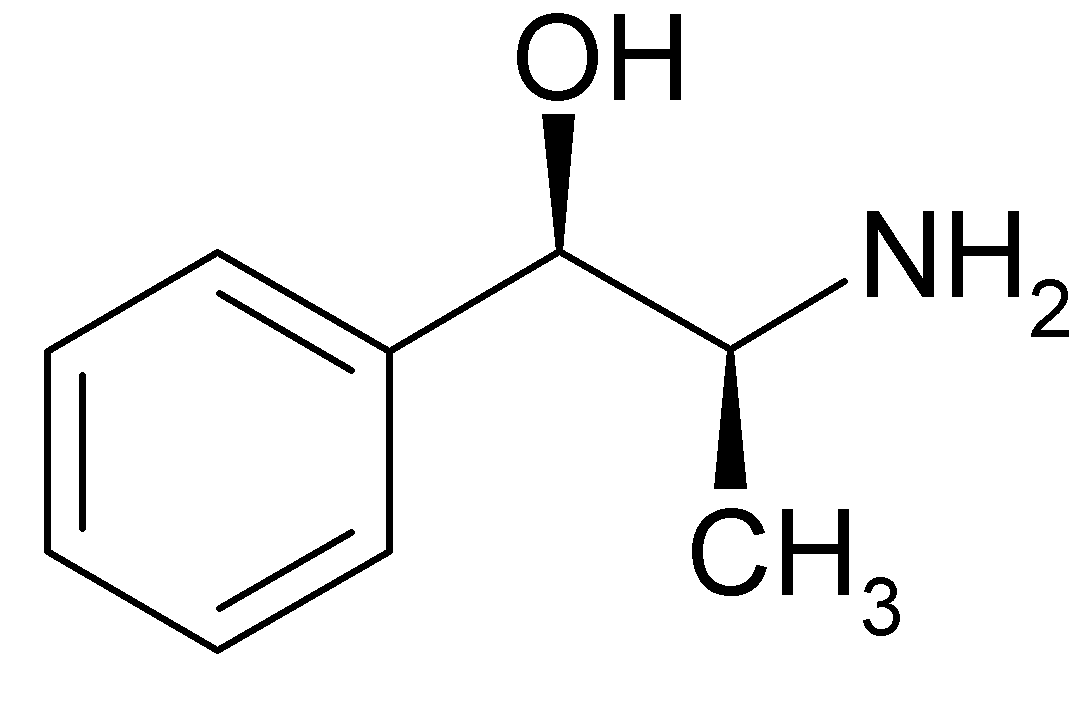
(1R,2S)-Fenylpropanolamin

Fenylpropanolamin (varunamn Rinexin av Recip) är ett läkemedel som fungerar genom att dra samman blodkärlen i nässlemhinnan för att minska svullnaden. Ämnet används då näsdroppar inte kan nå problemområdet. Vanliga biverkningar är sömnlöshet, viktnedgång och torra bihåleslemhinnor. Fenylpropanolamin interagerar med koffein och ökar sannolikt dess effekt. Kombinationen bör tas med försiktighet då fall av akut mani och psykos har observerats.  Vanlig dos är 50 mg en gång morgon och kväll.